# Динаровка
Динаровка — деревня в Озерицко-Слободском сельсовете Смолевичского района Минской области Беларуси.

## География

### Расположение
Динаровка расположена возле участка автотрассы Р53, напротив деревни Лужки, в приблизительно 7,4 км от Смолевич.

## Улицы
В Динаровке есть только одна улица — Центральная.

## Галерея

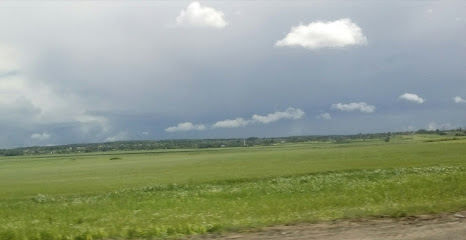